# Sergio Badilla Castillo
Sergio Badilla Castillo (Valparaíso, Chile, 30 de noviembre de 1947) es un poeta, escritor y académico chileno, creador del transrealismo poético y promovedor del movimiento transrealista en la poesía actual.

## Biografía
Estudió periodismo en la Universidad de Chile de Valparaíso, entre los años 1968 y 1972 y posteriormente Antropología Social en la Universidad de Estocolmo. En sus años de estudiante universitario, trabó contacto, tempranamente, con los poetas más relevantes de su ciudad natal, tales como: Juan Luis Martínez; Juan Cameron y con los principales grupos poéticos chilenos de la década de los sesenta. Como consecuencia del Golpe Militar de 1973, Badilla tuvo que abandonar Chile, iniciando un largo periplo en su destierro que los llevaría a Argentina, Rumania y Suecia por casi dos décadas.
La primera parte de su exilio la vivió en Argentina, país que por correspondencia materna le resultó familiar, ya que desde niño había tenido repetidas estancias en Buenos Aires, en casa de su abuela, Domitila. Allí mantiene una cercana amistad con el pintor Luis Felipe Noé, y se relaciona con los escritores Miguel Briante y Antonio Skármeta. Debido al clima de desasosiego político que surge después de la muerte del presidente, Juan Domingo Perón, Badilla Castillo debe abandonar Argentina y se radicó en abril de 1975, en Bucarest, Rumanía hasta mediados de 1976. En ese período se relacionará con otros poetas expatriados chilenos: Alfonso Alcalde, Tito Valenzuela, Omar Lara y con el poeta rumano Marin Sorescu. Como consecuencia de las relaciones políticas imperantes, debe, una vez más, abandonar este país, del este europeo y se trasladó a Estocolmo, Suecia. 
Durante su permanencia en Escandinavia desarrolló un contacto muy próximo y afín con los escritores suecos, Sun Axelsson, Östen Sjöstrand y Willy Granqvist, al mismo tiempo que formó parte del Grupo Taller de Estocolmo, y del Pelican International Group of Arts y fundó las revistas Polo Norte y Pasión. En octubre de 1989 organiza en Suecia, el primer Festival Latinoamericano de Poesía: La reconstrucción del tiempo, que se desarrolló en la Universidad de Estocolmo y en el Moderna Museet (Museo de Arte Moderno). Fue periodista de cultura de Radio Suecia Internacional y del programa Panorama de Sveriges Radio, durante 13 años, entre 1980 y 1993.
A finales de marzo de 2008 participó en el IV Festival Internacional de Esmirna, Turquía, dedicado a Latinoamérica, junto a los poetas Pablo Armando Fernández de Cuba, Diana Bellessi de Argentina, María Baranda de México, y Rei Berroa de República Dominicana.
En agosto de 2008 realizó un célebre recital en la Isla de Pascua y en noviembre del mismo año, efectuó dos lecturas en la Biblioteca Nacional de Buenos Aires.
En abril de 2009 es invitado a realizar lecturas de su obra poética, en la Biblioteca del Congreso de Washington y en la Universidad George Mason. de Virginia, Estados Unidos. 
En julio de 2010 participa en el festival de poesía: Voix Vives de Méditerranée, donde presenta su nuevo libro: Ville Asiégée, editado por ediciones Al Manor. Ese mismo año, en octubre participa en el Primer encuentro de Escritores de Chile, en Valparaíso. y es incluido en la antología: Generación de 80 de Chile, editada por Mago Editores.
En octubre de 2011 es invitado a intervenir en las jornadas poéticas del Festival Internacional de poesía  Valle de Colchagua en Chile. En febrero de 2012 es parte del VIII encuentro Hispanoamericano Carlos Pellicer, en Tabasco, México y ese mismo año, en agosto, participa en el Festival Internacional de Poesía de Quetzaltenango, Guatemala.
En abril de 2013 es invitado a intervenir en el Coloquio sobre Poesía y Filosofía, realizado en la. Universidad de Texas A&M. Estados Unidos, donde expone su artículo académico: Transtierra y Transrealidad. en julio de este año se hace presente en el II Festival Internacional de Poesía de Lima, realizado en la capital peruana.
Un estudio realizado por el Instituto Tecnológico de Massachusetts, MIT, a través de su proyecto Pantheon, dado a conocer en abril de 2014, establece que el poeta ocupa en lugar número 12 entre los personajes públicos de Chile más notorios para la comunidad mundial. El estudio consideró el análisis de 11.338 personajes mundiales nacidos entre los años 4.000 A.C. y 2010 d. C.  Entre los escritores del mundo, a través de los siglos, de un total de 955 ocupa el lugar: 805 y es el cuarto más conocido de todos los escritores chilenos.

### Estilo y Tendencias
Poeta con un gran ascendiente nórdico en su creación literaria, influido por los finlandeses Edith Södergran, Elmer Diktonius, Paavo Haavikko y Pentti Saarikoski; y por los suecos Gunnar Ekelöf, Tomas Tranströmer y Lars Gustafsson.
La temática esencial de su poesía es fundamentalmente mitológica, siendo sus tópicos preferentes la cosmogonía nórdica, de la estirpe báltica. Sus obras más recientes, como el caso de su libro Saga Nórdica, están orientadas a ese ámbito creativo, donde se entreverán las figuras míticas con personajes de la cotidianidad. Tuvo la oportunidad de aprender idiomas nórdicos

### Obras
- Más Abajo de mi Rama. Invandrarförlaget. 1980. Borås. Suecia. (Cuentos)
- La Morada del Signo. Ediciones BIKUPA. 1982. Estocolmo. (Poesía)
- Cantonírico. Ediciones LAR. 1983. Madrid. (Poesía)
- Reverberaciones de Piedras Acuáticas. BIKUPA. 1985. Estocolmo. (Poesía)
- Terrenalis. Ediciones BIKUPA. 1909. Estocolmo. (Poesía)
- Saga Nórdica. Monteverdi Edic. 1996, Santiago de Chile. (Poesía)
- La Mirada Temerosa del Bastardo. 2003 (Consejo Cultura Valparaíso ). (Poesía)
- Poemas Transreales y Algunos Evangelios. 2005. Aura Latina. Santiago de Chile. (Poesía)
- Ciudad Transreal. Meridian Editors. 2009 Smederevo. Serbia. (Edición bilingüe) (Poesía)
- Ville Asiégée. Al Manar. Voix Vives de Méditerraée. Juillet 2010 (Edición bilingüe) (Poesía)
- Ok Atacama. Pentagrama ediciones. Julio 2010, Santiago de Chile (Poesía)
- The Medusa's head. Coldhub press. Christchurch. Nueva Zelandia (Edición bilingüe) (Poesía)
- La Biblioteca de Éfeso. Poemas Selectos. Strindberg&Co.  Estocolmo/Santiago de Chile.(Poesía)
- Ghosts & shadows. Coldhub press. Christchurch. Nueva Zelandia (Edición bilingüe) (Poesía)
- Transtierra. Aura Latina. Santiago de Chile. 2014. (Poesía)
- El año del reptil. Mago Editores.Santiago de Chile. 2016 (Antología poética)
- Lobos del Ártico. Mago editores. Santiago de Chile. 2018 (Antología poética)

## Premios
El poeta chileno Sergio Badilla Castillo fue distinguido en el año 2006 con uno de los premios internacionales que entrega anualmente la Fundación de Artes de Estados Unidos (Artomi). Badilla Castillo, fue seleccionado para una estancia, como escritor en residencia, en el Centro de Arte Internacional que tiene la Fundación en el Condado de Columbia en Nueva York.